# Coupe du monde féminine de volley-ball 1989
Navigation
Coupe du monde 1985 Coupe du monde 1991
La 5e Coupe du monde de volley-ball féminin 1989 a eu lieu au Japon du 7
au 14 novembre 1989.

## Formule de compétition
La Coupe du monde de volley-ball 1989 regroupe 8 équipes. Elle se compose des champions de 4 continents (Asie, Amérique du Nord, Amérique du Sud, Europe), de 3 vice-champions et du pays organisateur.
Les matches seront disputés en Round Robin. Chaque équipe rencontrera les autres (au total, 7 matches par équipe).

## Équipes présentes
- Japon : organisateur
- Cuba : champion d'Amérique du Nord
- Pérou : champion d'Amérique du Sud
- Chine : champion d'Asie
- URSS : champion d'Europe
- Canada : vice-champion d'Amérique du Nord
- Allemagne de l'Est : 3e au championnat d'Europe
- Corée du Sud : vice-champion d'Asie

## Poule unique
| No | Équipe             | Points | Matches | Matches | Sets | Sets   | Sets  | Points | Points | Points |
| No | Équipe             | Points | gagnés  | perdus  | pour | contre | Ratio | pour   | contre | Ratio  |
| -- | ------------------ | ------ | ------- | ------- | ---- | ------ | ----- | ------ | ------ | ------ |
| 1. | Cuba               | 14     | 7       | 0       | 21   | 1      | 21,00 |        |        | 1.770  |
| 2. | URSS               | 13     | 6       | 1       | 18   | 6      | 3,000 |        |        | 1.237  |
| 3. | Chine              | 12     | 5       | 2       | 17   | 6      | 2,833 |        |        | 1.690  |
| 4. | Japon              | 11     | 4       | 3       | 13   | 11     | 1,181 |        |        | 1.207  |
| 5. | Pérou              | 9      | 2       | 5       | 9    | 18     | 0,500 |        |        | 0.810  |
| 6. | Allemagne de l'Est | 9      | 2       | 5       | 8    | 17     | 0,471 |        |        | 0.650  |
| 7. | Corée du Sud       | 9      | 2       | 5       | 8    | 18     | 0,444 |        |        | 0.785  |
| 8. | Canada             | 7      | 0       | 7       | 4    | 21     | 0,190 |        |        | 0.658  |

## Tableau final
| Place              | Équipe             |
| ------------------ | ------------------ |
| Médaille d'or      | Cuba               |
| Médaille d'argent  | URSS               |
| Médaille de bronze | Chine              |
| 4                  | Japon              |
| 5                  | Pérou              |
| 6                  | Allemagne de l'Est |
| 7                  | Corée du Sud       |
| 8                  | Canada             |